# Рябово (Псковський район)
Рябово (рос. Рябово) — присілок в Псковському районі Псковської області Російської Федерації.
Населення становить 95 осіб. Входить до складу муніципального утворення Ядровська волость.

## Історія
Від 2015 року входить до складу муніципального утворення Ядровська волость.

## Населення
| 2001 | 2002 | 2010 | 2016 |
| ---- | ---- | ---- | ---- |
| 66   | ↗76  | ↗78  | ↗95  |